# مسینی
مِسینی یا مِسنه (یونانی: Μεσσήνη) که رسماً مسینی باستانی نام دارد، یک جامعه محلی (topiki koinotita) در شهرستان مسینی در منطقه مسینا و سرزمین پلوپونز کشور یونان است.
بیشتر منطقه مسینی باستان شامل ویرانه‌های دولت‌شهر مِسِن از عصر کلاسیک است که توسط اپامینونداس در سال ۳۶۹ قبل از میلاد، پس از نبرد لئوکترا و اولین تهاجم تبیان به پلوپونز، بازسازی شد.  اپامینوداس از همه خانواده‌هایی که در طول جنگ‌های طولانی با دولت سرکوبگر اسپارت، به بردگی گرفته شده بودند، دعوت کرد پس از شکست اسپارتی‌ها به زادگاه خود بازگردند و شهر مسینی را برایشان از نو ساخت. این مسینی جدید که ایجاد شد، همین مکانی است که امروزه به نام مسینی باستانی می‌شناسیم و بر روی خرابه‌های ایثما، شهری باستانی که در اصل متعلق به یونانیان آخایی بود، ساخته شده‌است.
در حال حاضر این ویرانه‌ها یک جاذبه تاریخی مهم هستند. بخش اعظم آن از نظر باستان‌شناسی حفاری شده و بخشی از آن برای مطالعه و بازدید عمومی و همچنین برای رویدادهای مختلف بازسازی یا حفظ شده‌است. سایت هرگز به‌طور کامل متروک نشد. دهکده کوچک ماوروماتی جایی در اطراف چشمه‌ای به نام کلپسیدرا وجود داشته و مسکونی بوده‌است.

## تاریخ
منبع باستانی اصلی دربارهٔ مسینی راهنمای یونان از پوسانیاس است که بین ۱۵۵ و ۱۶۰ میلادی از آن شهر بازدید کرده بود.
حفاری این سایت در ۱۰ آوریل ۱۸۲۹ با کمیسیون علمی فرانسوی اکسپدیشن مورئا، به سرپرستی گیوم آبل بلوئه، در پایان جنگ استقلال یونان آغاز شد.

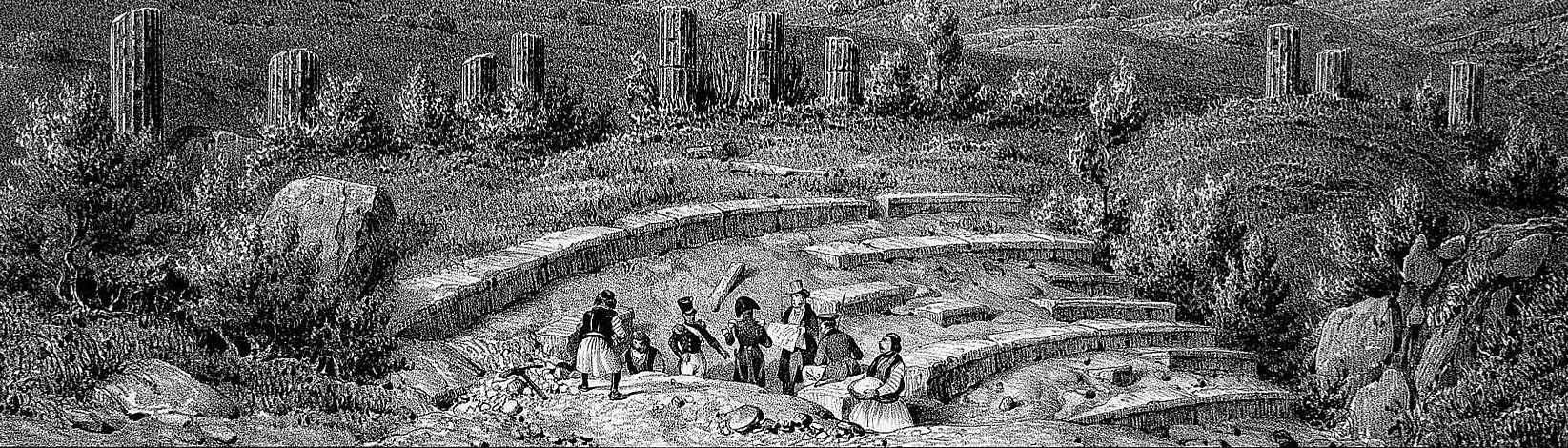
اعضای کمیسیون علمی اکسپدیشن مورئا در استادیوم مسینی باستان در سال ۱۸۲۹ (جزئیات یک سنگ نگاره از پروسپر باکوئت)

حفاری‌های فعلی پتروس تملیس، که در سال ۱۹۸۶ مجوز حفاری را از شورای باستان‌شناسی آتن دریافت کرد، نشان می‌دهد که کاوش سیستماتیک سایت برای اولین بار توسط Themistoklis Sofoulis از انجمن باستان‌شناسی آتن در سال ۱۸۹۵ انجام شد. از آن زمان، تعدادی از باستان شناسان برجسته، مانند جورج اویکونوموس (در ۱۹۰۹ و ۱۹۲۵)، آناستاسیوس اورلاندوس (در سال ۱۹۵۷)، و حداقل حفاری فعلی پتروس تملیس (در سال ۱۹۸۶) مشارکت داشته‌اند. موزه ای از یافته‌های گسترده آنها در داخل دیوارهای شهر قدیمی ساخته شده‌است.
این سایت در سال ۲۰۱۱ جایزه اتحادیه اروپا برای میراث فرهنگی / جایزه اروپا نوسترا را دریافت

### مسانا در عصر برنز
در طول عصر برنز، کاخی در پیلوس از نظر سیاسی و اقتصادی مسنیا را تحت کنترل داشت. لوح خطی B از آنجا، PY Cn 3، به منطقه‌ای به نام مزانا در یونانی با لهجه مسینی اشاره کرده. این منطقه در آن دوره ساحلی بدون شهر بود.

### مسنه در زمان تبای

#### بازسازی شهر

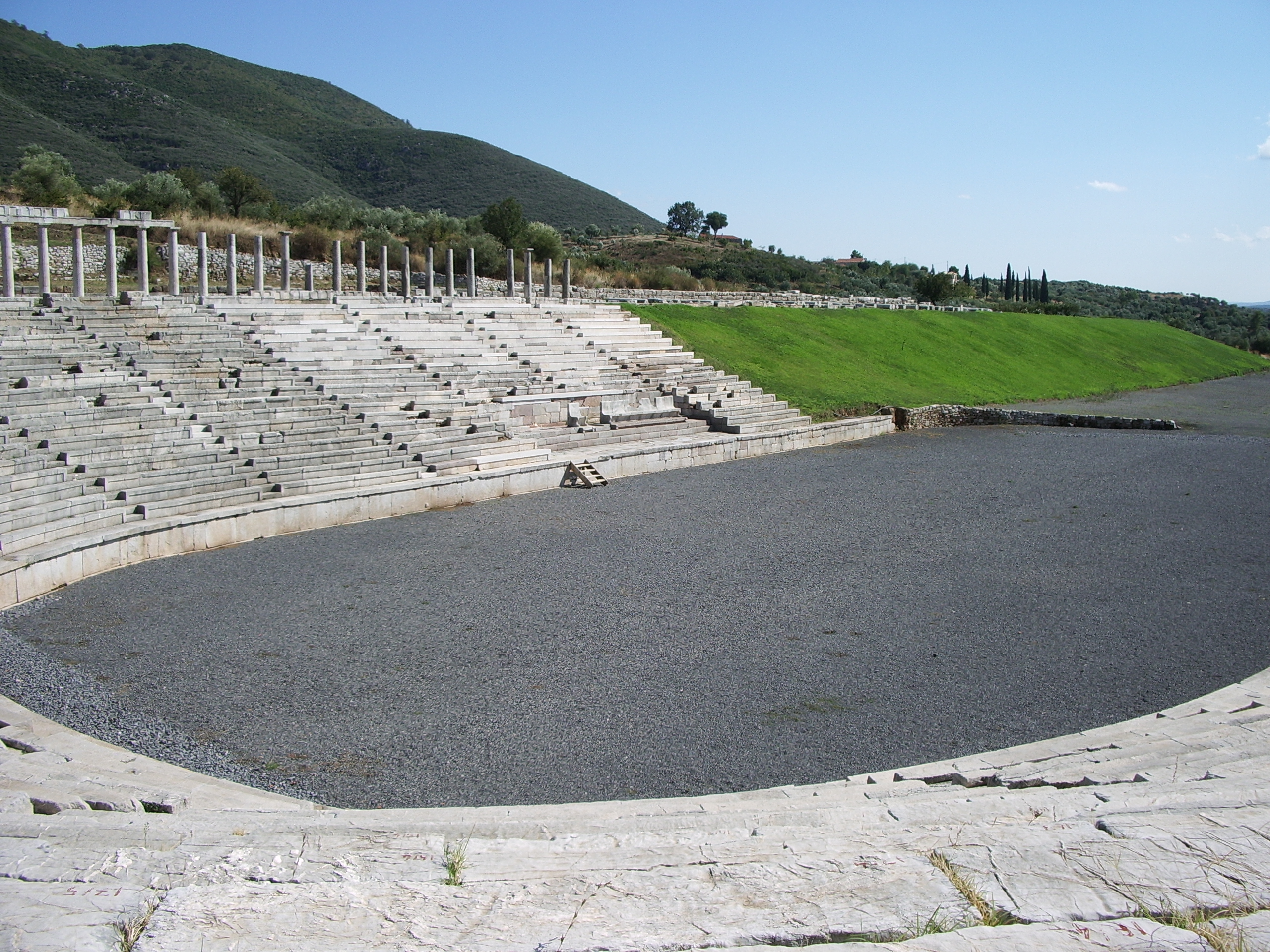
استادیوم باستانی

پس از شکست ارتش اسپارت در نبرد لئوکترا در بویوتیا، ۳۷۱ قبل از میلاد، مردم مسنیا بار دیگر علیه اربابان اسپارتی خود شورش کردند. این بار ژنرال پیروز، اپامینوداس، با ارتشی از وارد پلوپونسوس شد. اپامینوداس تصمیم گرفت با ساختن سه شهر مستحکم، مگالوپولیس و مانتینیا در آرکادیا و مسینا، از پلوپونسوس مستقلاً دفاع کند.
پس از اقدامات لازم برای یاری گرفتن از خدایان، قربانی کردن و دعوت از ارواح حاکمان و قهرمانان گذشته برای زندگی در مسن، از جمله ملکه مسینی، Epaminondas، مهندسان ساختمان و صنعتگران از همه جا دعوت شدند تا شهر را از نو برسازند. در ۸۵ روز، ارتش‌ها و تبعیدیان ترکیبی که توسط مهندسان و صنعتگران هدایت می‌شدند، شهر محصور مسینی را تکمیل کردند. این شهر شامل کوه ایثما و زمین‌های کشاورزی و آذوقه کافی برای مقاومت در برابر محاصره نامحدود بود. این سیاست تقریباً بلافاصله توجیه شد. پس از خروج ارتش تبای، اسپارت‌ها تلاش کردند تا مسنیا را پس بگیرند ولی سپس شهر با مقدونی‌ها متحد شد. این بار مبارزه طولانی با اسپارت با فتح یونان توسط مقدونیه به پایان رسید.
پس از خروج متفقین، شهر جدید و سرنوشت استقلال مسنیا به دست تبعیدیان مسنیایی که عمدتاً از سیسیل و شمال آفریقا بازگشته بودند، سپرده شد. ظاهراً آنها برای حدود ۳۰۰ سال جامعه ای گذرا را در تبعید یا دیاسپورا حفظ کرده بودند. آنها به گویش دوریک صحبت می‌کردند. پاوسانیاس گزارش می‌دهد، «حتی تا به امروز آنها آن را در خلوص آن بهتر از هر جای دیگری در پلوپونز حفظ می‌کنند.»

#### دیوار مستحکم

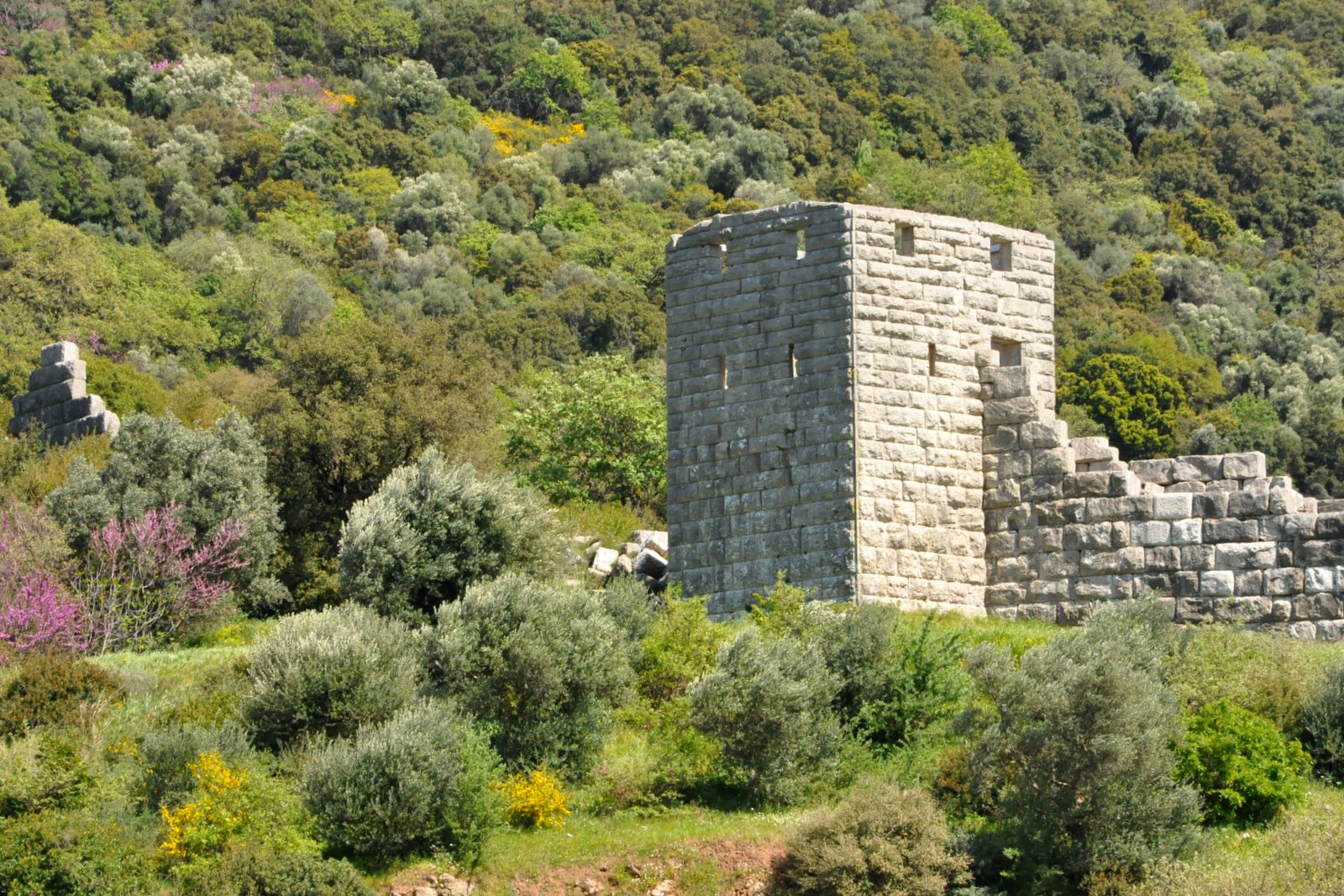
برج مراقبت در دیوار شهر

. مسینی یک دیوار مدوّر با ۹ کیلومتر (۵٫۶ مایل) طول، ۷ متر (۲۳ فوت) عرض و ۹ متر (۳۰ فوت) ارتفاع دارد. این بنا توسط ۳۰ برج نگهبانی مربع یا نعل اسبی شکل (و احتمالاً پادگان) با درهایی که اجازه عبور به یک گذرگاه محافظت شده در بالای دیوار را می‌داد، مستحکم شده بود. دیوار توسط دو دروازه اصلی که توسط سازه‌های محافظ و مستطیل شکل با لنگه‌ای از سنگ آهک احاطه شده بودند، به داخل راه داشتند. از طریق دروازه آرکادیا به سمت شمال راه داشت

#### بناهای عمومی و تاریخی

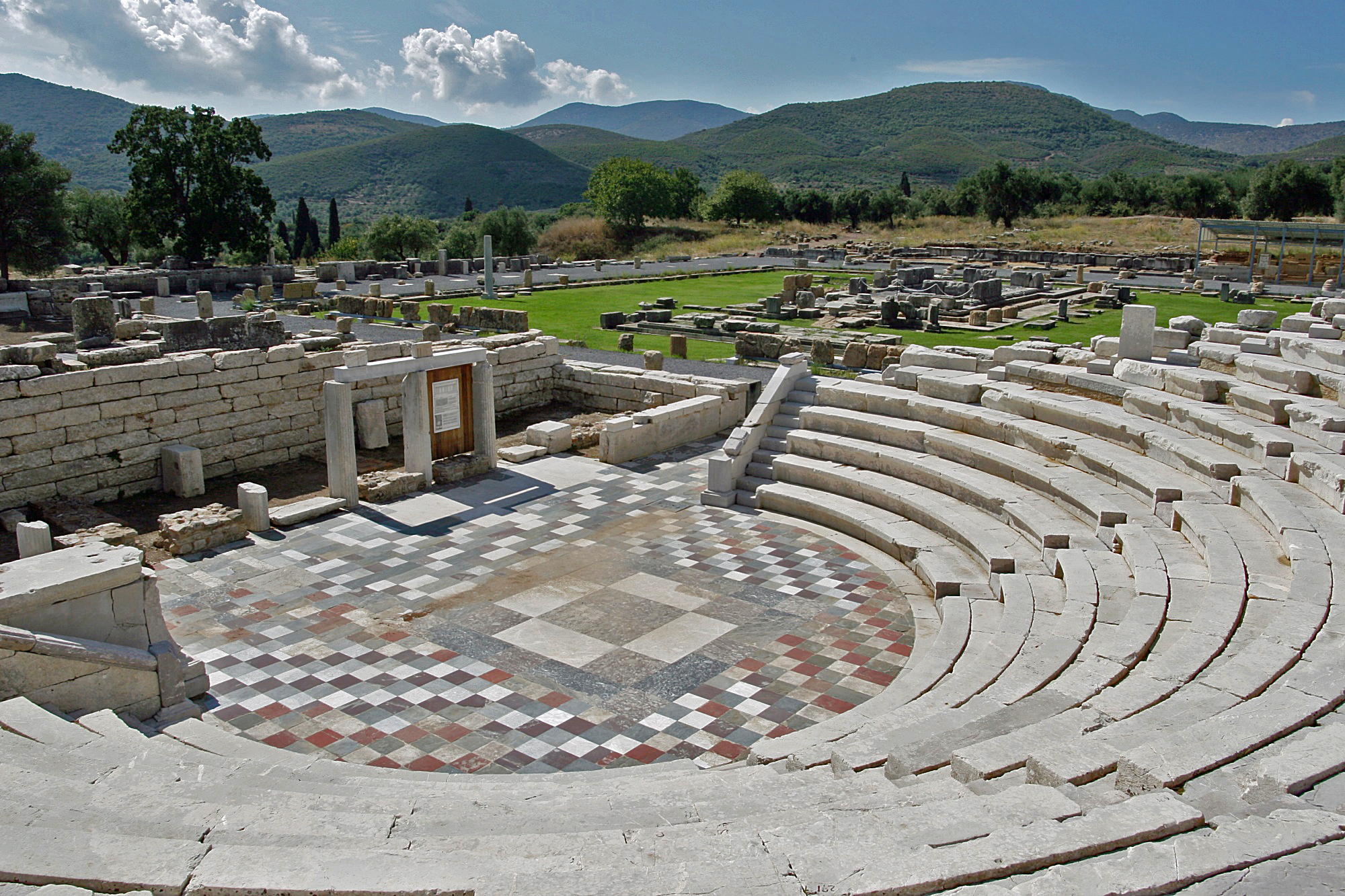
نمایی از اودئون

پوسانیاس شرحی از شهر، معابد و مجسمه‌های اصلی آن، چشمه‌های آن، بازار و سالن ورزشی، آسکلپییون، محل قربانی، مقبره قهرمان Aristomenes و معبد زئوس ثبت کرد. ایتوماتاس در قله آکروپولیس مجسمه ای داشت که مجسمه‌ساز معروف آرگیو، آگلاداس، برای ادای احترام به هلُتس‌های مسینیایی که در پایان جنگ سوم مسنیا در ناوپاکتوس ساکن شده بودند، ساخته بود. 

## مشاهیر شهر
- آلکیوس (قرن سوم قبل از میلاد)، نویسنده اپیگرام‌ها
- داموفون (قرن دوم قبل از میلاد)، مجسمه‌ساز
- اوهمروس (قرن چهارم قبل از میلاد)، اسطوره‌نویس